# 文衡
文衡（1497年—？年），字公孺，號似山，四川省順慶府南充縣人，明朝政治人物。賜進士出身。

## 生平
嘉靖元年（1522年）壬午科四川鄉試第四十九名舉人，嘉靖十一年（1532年）壬辰科第二甲第八十名進士。觀大理寺政，授户部主事，陞員外，出为雲南僉事。

## 家族
曾祖文理，壽官；祖文廷輔，縣丞；父文子賢；母楊氏。慈侍下。弟衢；衛；炳；行；藻；瀾；誼。